# Alfonso Chávarry
Alfonso Gilberto Chávarry Estrada (Cajamarca, 4 de abril de 1951) es un coronel de la policía nacional y político peruano. Fue Ministro del Interior, desde el 1 de febrero hasta el 22 de mayo de 2022; en el gobierno de Pedro Castillo.

## Biografía
Alfonso Gilberto nació el 4 de abril de 1951, en el Departamento de Cajamarca, Perú.
Tiene una maestría en defensa nacional en el Centro de Altos Estudios Nacionales y una licenciatura en educación de la Universidad Inca Garcilaso de la Vega. Completó su formación de estudios policiales contra el bioterrorismo, inteligencia policial y paracaidismo, así como de investigación y tráfico ilícito de drogas.
Es profesor de la Escuela de Oficiales de la Policía Nacional del Perú.

### Policía
Dentro de la institución policial, ocupó diversos cargos, entre ellos, jefe de la región policial de Cajamarca, jefe de la división de emergencia (UDEX), jefe de la Dirección Nacional de Operaciones Especiales, jefe de la policía de La Victoria, así como jefe del batallón operativo Los Sinchis de Mazamar de la unidad paracaidista de la Policía Nacional.
Entre enero de 2013 y septiembre de 2014 fue asesor de seguridad del Congreso de la República.
En 2020 fue designado jefe de control y supervisión de la Superintendencia Nacional para el Control de los Servicios de Seguridad, Armas, Municiones y Explosivos de Uso Civil (Sucamec).
En septiembre de 2021 fue nombrado director general de la Dirección General de Seguridad Ciudadana ante el Viceministro de Seguridad Pública del Ministerio del Interior.

### Ministro de Estado

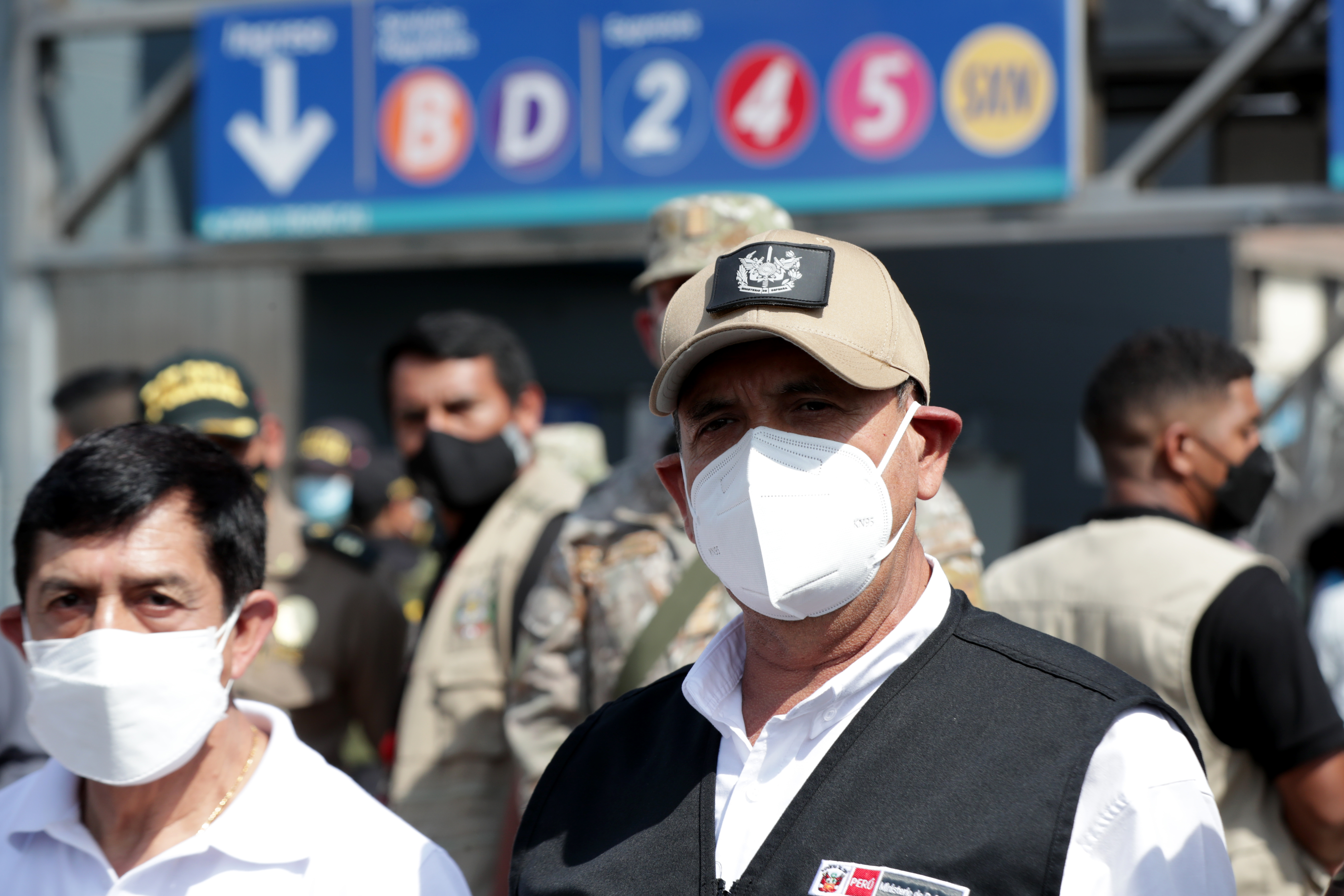
Chávarry junto a José Luis Gavidia.

El 1 de febrero de 2022, fue nombrado y posesionado por el presidente Pedro Castillo, como Ministro del Interior; y reelegido el 8 de febrero. Mantuvo este cargo hasta el 22 de mayo del mismo año, fecha en que remplazado por el abogado Dimitri Senmache.